# Droga krajowa B269 (Niemcy)
Droga krajowa nr 269 (niem. Bundesstrasse 269, B269) – droga krajowa w Niemczech, w landach Nadrenia-Palatynat i Saara.
Droga swój początek ma w Kommen niedaleko Longkamp (Nadrenia-Palatynat), na skrzyżowaniu z drogą krajową nr 50 (Bundesstrasse 50), a kończy się na granicy z Francją w pobliżu Ittersdorf (Saara). Ma około 120 kilometrów.